# Sopotnia Wielka
Sopotnia Wielka – wieś w Polsce położona w województwie śląskim, w powiecie żywieckim, w gminie Jeleśnia. W latach 1975–1998 miejscowość położona była w województwie bielskim.

## Położenie
Miejscowość znajduje się w Beskidzie Żywieckim, w dolinie Sopotnia. Wieś otaczają szczyty Beskidu Żywieckiego zaliczane do Grupy Lipowskiego Wierchu i Romanki (Rysianka, Romanka, Kotarnica i Łazy) oraz Grupy Pilska (Trzy Kopce, Palenica, Sypurzeń, Buczynka, Malorka, Uszczawne Niżne, Łabysówka i Krzyżowa. 

## Historia
Wieś należy do jednego ze starszych okręgów osadniczych w Beskidach. Dokładne określenie początku osadnictwa jest nie do ustalenia z powodu braku dokumentów jednoznacznie lokujących to wydarzenie w czasie. Nazwa najwyżej ulokowanej części wsi – Kolonia – pochodzi podobno od niemieckojęzycznych mieszkańców, chętnie osiedlających się tam w okolicach pierwszej połowy XX wieku. Mieszkańcy wsi zupełnie porzucili pracę na roli. Część mieszkańców jednak do tej pory pracuje w lesie przy wyrębie drzew oraz w zakładach ciesielskich, licznie rozlokowanych we wsi. W przeciwieństwie do pobliskiego Korbielowa, Sopotnia Wielka nie ma rozwiniętej infrastruktury turystycznej – jedynie kilka gospodarstw agroturystycznych i byłą chatkę studencką Politechniki Śląskiej: Chatka AKT „Dobrodziej” na Witasówce. W górnej części wsi jest natomiast spore (ok. 150) osiedle domków letniskowych. 
Pieczęć wsi przedstawia rysia.

## Edukacja
Trudno określić, kiedy rozpoczęło się szkolnictwo w Sopotni Wielkiej. Hieronim Woźniak wskazuje, że szkoła trywialna w Sopotni Wielkiej powstała ok. 1860 roku. Przez lata kolejnymi nauczycelami we wsi mieli być żyd z Krakowa, gajowy o nazwisku Gawlas, a od 1921 roku oficer wojska polskiego o nazwisku Ptak, który nauczał dzieci chłopskie zgodnie z ówczesnym programem szkoły 4-klasowej.
W 1922 roku rozpoczęto budowę pierwszej szkoły powszechnej, która została otwarta w 1924 roku jako szkoła 4-klasowa. W 1939 roku została przemianowana na szkołę 6-klasową. 22 lipca 1939 wybuchł pożar w wyniku, którego spłonęła cała czas szkoła wraz z dokumentacją. W trakcie II wojny światowej nauczycieli nauczali w swoich domach.
W ramach czynu społecznego w 1946 roku przystąpino do budowy szkoły, która początkowo funkcjonowała jako szkoła 7-klasowa. W latach 1968-2015 nosiła nazwę Zespołu Szkół nr 4 w Sopotni Wielkiej, a od 1 września 2015 roku Zespołu Szkolno-Przedszkolnego, w ramach którego funkcjonuje przedszkole, szkoła podstawowa oraz funkcjonowało gimnazjum, aż do ich likwidacji w 2019 roku.

## Sopotnia Wielka obecnie
Na terenie wsi działalność duszpasterską prowadzi Kościół Rzymskokatolicki (parafia Matki Bożej Nieustającej Pomocy).
W październiku 2011 utworzono tu pierwszy w Polsce Obszar Ochrony Ciemnego Nieba, zmieniono oświetlenie uliczne na emitujące mniej zbędnego, rozproszonego światła. Utworzeniu Obszaru towarzyszyło Multiplanetarium. W 2023 roku jako pierwsza miejscowość w Polsce otrzymała tytuł Międzynarodowej Społeczności Ciemnego Nieba nadawany przez Dark Sky International w USA.
W marcu 2015 roku oficjalnie otwarto publicznie dostępne obserwatorium astronomiczne zlokalizowane na dachu Zespołu Szkół nr 4 w Sopotni Wielkiej, wybudowane z inicjatywy Stowarzyszenia POLARIS – OPP zajmującego się popularyzacją tejże tematyki wśród dzieci i młodzieży na tym terenie od 1994 roku.
W Sopotni Wielkiej czynna jest również jedyna w Polsce imitacja wnętrza stacji kosmicznej pn. Youth Space Station oraz dydaktyczna makieta Sopotni Wielkiej 2050 w skali H0 (1:87) – obie atrakcje wybudowane przez lokalną młodzież i pasjonatów. Funkcjonuje również stadnina koni. 

## Turystyka
W Sopotni Wielkiej znajduje się najwyższy w Beskidach Wodospad w Sopotni Wielkiej o wysokości 12 m, uznany za pomnik przyrody. W jego pobliżu jest także grupa starych drzew (kilka sosen i modrzew), między nimi stoi pomnik mieszkańców poległych podczas II wojny światowej.
  – na Romankę – 2.50 h, z powrotem 2.15 h
 – na Rysiankę – 2.10 h, z powrotem 1.35 h
 – na Halę Miziową – 2.40 h, z powrotem 2 h
 – do Korbielowa przez Przysłopy – 1.50 h, z powrotem 1.55 h
Miejscowość oferuje mało znaną dotąd w kraju astroturystykę, opartą na nocnych wyprawach w celu obserwacji astronomicznych. Regularnie odbywają się tutaj Festiwale Ciemnego Nieba.